# Pays-Bas aux Jeux olympiques de la jeunesse d'hiver de 2012
Les Pays-Bas ont participé aux Jeux olympiques de la jeunesse d'hiver de 2012 à Innsbruck en Autriche du 13 au 22 janvier 2012. 

## Médailles
| Médaille | Nom                                 | Sport               | Épreuve              | Date       |
| -------- | ----------------------------------- | ------------------- | -------------------- | ---------- |
| Or       | Sanneke De Neeling                  | Patinage de vitesse | 3 000 m femmes       | 18 janvier |
| Or       | Julie Zwarthoed                     | Hockey sur glace    | Concours féminin     | 19 janvier |
| Or       | Sanneke De Neeling                  | Patinage de vitesse | Départ groupé femmes | 20 janvier |
| Or       | Marije van Huigenbosch Sanne Dekker | Bobsleigh           | Bob à deux femmes    | 22 Jan     |
| Argent   | Sanneke De Neeling                  | Patinage de vitesse | 1 500 m femmes       | 16 janvier |
| Bronze   | Adriana Jelinkova                   | Ski alpin           | Combiné femmes       | 15 janvier |
| Bronze   | Kimberley Bos Mandy Groot           | Bobsleigh           | Bob à deux femmes    | 22 Jan     |

## Résultats

### Ski alpin
Les Pays-Bas ont qualifié deux athlètes.
Hommes
Bien qu'inscrit dans l'équipe, Valentijn van der Avoort n'a participé à aucune épreuve.
Femmes
| Athlète           | Épreuve      | Finale           | Finale           | Finale           | Finale           |
| Athlète           | Épreuve      | Manche 1         | Manche 2         | Total            | Rang             |
| ----------------- | ------------ | ---------------- | ---------------- | ---------------- | ---------------- |
| Adriana Jelinkova | Slalom       | N'a pas terminée | N'a pas terminée | N'a pas terminée | N'a pas terminée |
| Adriana Jelinkova | Slalom géant | 58 s 34          | 58 s 63          | 1 min 56 s 97    | 6                |
| Adriana Jelinkova | Super-G      |                  |                  | 1 min 07 s 22    | 13               |
| Adriana Jelinkova | Combiné      | 1 min 05 s 54    | 36 s 67          | 1 min 42 s 21    | 3                |

### Bobsleigh
Les Pays-Bas ont qualifié quatre athlètes.
Femmes
| Athlète                             | Épreuve           | Finale   | Finale   | Finale        | Finale |
| Athlète                             | Épreuve           | Manche 1 | Manche 2 | Total         | Rang   |
| ----------------------------------- | ----------------- | -------- | -------- | ------------- | ------ |
| Marije van Huigenbosch Sanne Dekker | Bob à deux femmes | 56 s 04  | 55 s 58  | 1 min 51 s 62 | 1      |
| Kimberley Bos Mandy Groot           | Bob à deux femmes | 55 s 95  | 56 s 20  | 1 min 52 s 15 | 3      |

### Hockey sur glace
Les Pays-Bas ont qualifié deux athlètes.
Hommes
| Athlète(s)  | Épreuve            | Qualification | Qualification | Grande Finale | Grande Finale |
| Athlète(s)  | Épreuve            | Points        | Rang          | Points        | Rang          |
| ----------- | ------------------ | ------------- | ------------- | ------------- | ------------- |
| Guus Simons | Concours d'agilité | 14            | 6 Q           | 12            | 8             |

Femmes
| Athlète(s)      | Épreuve            | Qualification | Qualification | Grande Finale | Grande Finale |
| Athlète(s)      | Épreuve            | Points        | Rang          | Points        | Rang          |
| --------------- | ------------------ | ------------- | ------------- | ------------- | ------------- |
| Julie Zwarthoed | Concours d'agilité | 35            | 1 Q           | 22            | 1             |

### Patinage de vitesse sur piste courte
Les Pays-Bas ont qualifié deux athlètes.
Hommes
| Athlète          | Épreuve        | Quart de finale | Quart de finale | Demi-finale    | Demi-finale  | Finale       | Finale       |
| Athlète          | Épreuve        | Temps           | Rang            | Temps          | Rang         | Temps        | Rang         |
| ---------------- | -------------- | --------------- | --------------- | -------------- | ------------ | ------------ | ------------ |
| Josse Antonissen | 500 m hommes   | 48 s 738        | 2 Q             | 1 min 00 s 507 | 5 qB         | 47 s 314     | 3            |
| Josse Antonissen | 1 000 m hommes | N'a pas terminé | N'a pas terminé | Non qualifié   | Non qualifié | Non qualifié | Non qualifié |

Femmes
| Athlète    | Épreuve        | Quart de finale | Quart de finale | Demi-finale    | Demi-finale | Finale         | Finale |
| Athlète    | Épreuve        | Temps           | Rang            | Temps          | Rang        | Temps          | Rang   |
| ---------- | -------------- | --------------- | --------------- | -------------- | ----------- | -------------- | ------ |
| Aafke Soet | 500 m femmes   | 47 s 770        | 2 Q             | 46 s 980       | 3 qB        | 48 s 362       | 3      |
| Aafke Soet | 1 000 m femmes | 1 min 38 s 302  | 3 qCD           | 1 min 45 s 165 | 3 qD        | 1 min 40 s 885 | 1      |

Mixte
| Athlète                                                                             | Épreuve              | Demi-finale    | Demi-finale | Finale         | Finale   |
| Athlète                                                                             | Épreuve              | Temps          | Rang        | Temps          | Rang     |
| ----------------------------------------------------------------------------------- | -------------------- | -------------- | ----------- | -------------- | -------- |
| Équipe E Sarah Warren (USA) Kei Saito (JPN) Lin Yu-Tzu (TPE) Josse Antonissen (NED) | Relais mixte par CNO | 4 min 36 s 208 | 4 qB        | 4 min 30 s 383 | 3        |
| Équipe H Anna Gamorina (RUS) Hyo Jun Lim (KOR) Aafke Soet (NED) Michal Prokop (CZE) | Relais mixte par CNO | 4 min 26 s 027 | 2 Q         | Pénalité       | Pénalité |

### Skeleton
Les Pays-Bas ont qualifié un athlète.
Femme
| Athlète         | Épreuve           | Finale   | Finale        | Finale        | Finale |
| Athlète         | Épreuve           | Manche 1 | Manche 2      | Total         | Rang   |
| --------------- | ----------------- | -------- | ------------- | ------------- | ------ |
| Astrid Ekelmans | Individuel femmes | Annulée  | 1 min 01 s 68 | 1 min 01 s 68 | 13     |

### Saut à ski
Les Pays-Bas ont qualifié un athlète.
Hommes
| Athlète              | Épreuve           | 1er saut | 1er saut | 2e saut  | 2e saut | Total  | Total |
| Athlète              | Épreuve           | Distance | Points   | Distance | Points  | Points | Rang  |
| -------------------- | ----------------- | -------- | -------- | -------- | ------- | ------ | ----- |
| Oldrik van der Aalst | Individuel hommes | 65,5 m   | 103,0    | 68,5 m   | 112,2   | 215,2  | 11    |

### Snowboard
Les Pays-Bas ont qualifié deux athlètes.
Hommes
| Athlète          | Épreuve           | Qualification | Qualification | Qualification | Demi-finale | Demi-finale | Demi-finale | Finale    | Finale    | Finale |
| Athlète          | Épreuve           | Manche 1      | Manche 2      | Rang          | Manche 1    | Manche 2    | Rang        | Manche 1  | Manche 2  | Rang   |
| ---------------- | ----------------- | ------------- | ------------- | ------------- | ----------- | ----------- | ----------- | --------- | --------- | ------ |
| Sean Taylor      | Half-pipe hommes  | 34,25 pts     | 60,50 pts     | 7 q           | 47,00 pts   | 67,00 pts   | 6 Q         | 49,25 pts | 39,00 pts | 11     |
| Jesse Augustinus | Slopestyle hommes | 38,50 pts     | 61,25 pts     | 9 Q           |             |             |             | 24,00 pts | 28,25 pts | 18     |

### Patinage de vitesse
Les Pays-Bas ont qualifié quatre athlètes.
Hommes
| Athlète         | Épreuve              | Course 1 | Course 2 | Total         | Rang |
| --------------- | -------------------- | -------- | -------- | ------------- | ---- |
| Bastijn Boele   | 1 500 m hommes       |          |          | 2 min 02 s 28 | 5    |
| Bastijn Boele   | 3 000 m hommes       |          |          | 4 min 21 s 02 | 8    |
| Bastijn Boele   | Départ groupé hommes |          |          | 7 min 14 s 69 | 10   |
| Peter Lenderink | 1 500 m hommes       |          |          | 2 min 04 s 04 | 11   |
| Peter Lenderink | 3 000 m hommes       |          |          | 4 min 14 s 93 | 4    |
| Peter Lenderink | Départ groupé hommes |          |          | 8 min 21 s 82 | 21   |

Femmes
| Athlète            | Épreuve              | Course 1 | Course 2 | Total            | Rang             |
| ------------------ | -------------------- | -------- | -------- | ---------------- | ---------------- |
| Suzanne Schulting  | 500 m femmes         | 43 s 96  | 43 s 76  | 87 s 72          | 4                |
| Suzanne Schulting  | 1 500 m femmes       |          |          | 2 min 25 s 78    | 16               |
| Suzanne Schulting  | Départ groupé femmes |          |          | N'a pas terminée | N'a pas terminée |
| Sanneke De Neeling | 1 500 m femmes       |          |          | 2 min 09 s 54    | 2                |
| Sanneke De Neeling | 3 000 m femmes       |          |          | 4 min 37 s 33    | 1                |
| Sanneke De Neeling | Départ groupé femmes |          |          | 6 min 01 s 06    | 1                |